# Ófalui békeszerződés
Az ófalui békeszerződés a Lengyel Királyság és a Magyar Királyság (vagyis Kázmér lengyel és Mátyás magyar király) által 1474-ben kötött békeszerződés volt.

## Előzmények
1423–24-ben a magyar-lengyel kapcsolatokat jók voltak. Bár 1429–30-ban Zsigmond erőfeszítéseket tett II. Ulászló Jagiełło lengyel király és Vytautas litván nagyherceg elidegenítésére, Vytautas halála után az ütközés talaja eltűnt. 1438 májusában a helyzet megváltozott, amikor a cseh uradalmak Albertet (magyar és német királyt) választották cseh királynak, míg az utraquisták a későbbi IV. Kázmér lengyel királyra szavaztak. Júliusban háború tört ki Albert király és III. Ulászló lengyel király között, amely 1439. január 4-ig tartott, amikor Breslauban fegyverszünet vetett véget.
I. Albert halála után III. Ulászló lengyel királyt I. Ulászló néven magyar királlyá koronázták, és perszonálunióban irányította mindkét országot. Halála után a két ország nemességének más-más ügyet kellett megoldania, így a magyar-lengyel viszony semlegesnek minősíthető. V. Habsburg László király halála(1458) után Kázmér lengyel király követelte a magyar trónt, ami miatt Mátyás király ellen fordult de nem volt elég ereje, és egy jobb alkalomra várt.
1463-ban a magyar-cseh háború során a helyzet gyökeresen megváltozott. Mátyás egy lengyel-osztrák-magyar koalíciót akart létrehozni, és ezt házastársi kapcsolatokkal is elvállalta. A krakkói megbízottjának, az olmützi püspöknek azonban nem sikerült megvalósítania ezt az elképzelést. Az olmützi lengyel követeket, akik a csehek és a magyarok között próbáltak közvetíteni, a pápához vagy a császárhoz rendelték.
1469-ben a cseh katolikus urak Mátyást cseh királlyá választották, ő pedig Kázmér király leányát kérte feleségül, de a lengyel király ezt megtagadta. Ezt azért tette, mert Poděbrady György a cseh koronát ígérte fiának, Ulászlónak(V. (Habsburg) László unokaöccsének) Mátyás elleni lengyel katonai segélyért cserébe. Kázmér tehát Frigyes császárhoz fordult, hogy szövetséget kössön a magyar király ellen. A tárgyalások októbertől megszakadtak, mert Frigyes nem volt hajlandó lemondani az 1463-as bécsi békeszerződésben kapott „Magyar királyi” címről, és megtagadta, hogy végső soron átengedje Lászlónak.
Poděbrady György 1471. március 22-én meghalt, és Kuttenberg országgyűlésén az utraquisták többsége László cseh királyává választotta. Mátyás természetesen illegitimnek nyilvánította ezt a választást. Közben IV. Kázmér meghívást kapott Magyarországra, és olyan lázadó magyar nemesek és vallási vezetők támogatták mint Janus Pannonius, Vitéz János és Zápolya Imre. Ő fiát, Kázmért küldte a magyar trónra. Szeptember 20-án hadat üzentek.A lengyel csapatok október 2-án vonultak be az országba, és elfoglalták a Homonna (ma Humenné, Szlovákia) és Nagymihály(ma Michalovce) erődöket (bár Mátyás 1473-ban visszafoglalta őket). Kázmér hercegnek magyar erősítést ígértek, mivel a nemesek a határátlépés után csatlakoznak hozzá. 12 000 fős seregét Kassa felé vezette, ahol ellenállás nélkül be akarta venni a várost. Eközben Mátyásnak sikerült rendeznie vitáját a lázadó csoportokkal, és meggyőzte őket, hogy álljanak a maga oldalára. A felek megegyeztek, és ezt tette Zápolya és Nicolaus Chiupor de Monoszló is, aki megállította a közeledő lengyel inváziót abban, hogy Kassát ostromolni próbálja úgy, hogy maga elé vette a várost és megerősítette magát. A herceg inkább Nyitra felé fordult, és elfoglalta. Mátyás 16 000 fős zsoldosból és bandériából (transzparensből) álló seregével érkezett oda, hogy felszabadítsa a várost. Innentől kezdve az események tisztázatlanok; az biztos, hogy Kázmér egy kísérőlovassággal visszavonult, és a többi lengyel főhaderőt nem sokkal ezután szabadon engedték. A kortárs történészek előadásai eltérnek az eredmény okait illetően. Antonio Bonfini olasz történész Mátyás megbízásából ostromként említi, amely az első hullám éhínsége miatt súlyos veszteséget okozott az ostromlottaknak. Elmondja, hogy a lengyelek második hullámát parasztok és polgárok mészárolták le hazafelé menet közben, míg a fejedelem napokkal korábban elmenekült, miután találkozott Mátyással, és az őt megkímélte. Thuróczy egyetért azzal, hogy egy ellentámadás követte azokat az eseményeket, amikor a magyarok megtámadták a még lengyelek birtokában lévő Zemplén és Sáros megyéket, és kiűzték őket, és behatoltak Lengyelországba is, hogy vánszorogjanak (érdemes megjegyezni, hogy ezek az események figyelemre méltó hasonlóságot mutatnak a két évvel későbbiekkel). Míg Jan Długosz lengyel történetíró azzal érvel, hogy a behatolás meghívásra történt, és nem jött létre hadiállapot. A nemesség cselekedeteit árulásként, Kázmér lépéseit pedig segélyként vagy valamiféle segélyként a magyarországi grófok számára idézi fel. Megkérdőjelezi a visszavonulás körülményeit is, és azt állítja, hogy békés visszatérésről volt szó, miután IV. Kázmér találkozott IV. Sixtus pápa krakkói követével, aki közbenjárt és a béke fenntartását sürgette.
IV. Sixtus pápa továbbra is Mátyást támogatta Ulászló helyett: 1472. március 1-jén elismerte cseh királyságát, mivel megígérte a husziták megtérítését és Marco Barbo bíborost küldte, hogy tárgyaljon Mátyás és a Jagelló-ház között, és felhatalmazta őt a Jagellók kiközösítésére, ha ellenállnak. A március 31-től tartó tárgyalások május 8-án fegyverszünettel zárultak, és október 20-án Neisse-ben indultak újra. Ez a találkozó – hasonlóan az 1473. augusztus 15-i Troppau-találkozóhoz – sikertelenül végződött, mert Mátyás nem volt hajlandó feladni a csehországi megszállt területeket.

## Az egyezmény
A tárgyalásokat most siker koronázta. Mátyás elítélte galíciai hódításait, és hároméves békét kötött a Cseh Királyság körüli viszály miatt. A felek megerősítették a Lubowlai Szerződést is, amely a következő volt: A városok Szepesbéla, Durand, Felka, Igló (Neudorf), Leibic, Mateóc, Ménhárd, Poprád, Ruskin, Szepesolaszi (Wallendorf), Szepesszombat, Szepesváralja, Sztrázsváralja, Sztrázsa és múdolinowavári zálogba adták Lengyelországnak, bár a magyarországi integritásukat megőrizték, így sok lengyel adó alól felszabadultak.

## A boroszlói hadjárat
Egy hónap elteltével a háború 1474 márciusában folytatódott, amikor III. Frigyes és Ulaszló cseh király szövetséget kötött Mátyás ellen. Ehhez a szövetséghez a lengyelek is csatlakoztak, bár csak egy hónap telt el az ófalui békeszerződés után. A konfliktus 1474 őszén Sziléziában zajlott katonai eseményekké fajult. Mátyás a Melchior Löbel vezette Fekete Sereget a cseh-lengyel csapatoktól távolabbi megerősített erődökbe és városokba szállította, zsoldosai pedig zaklatták az ellenséget. 

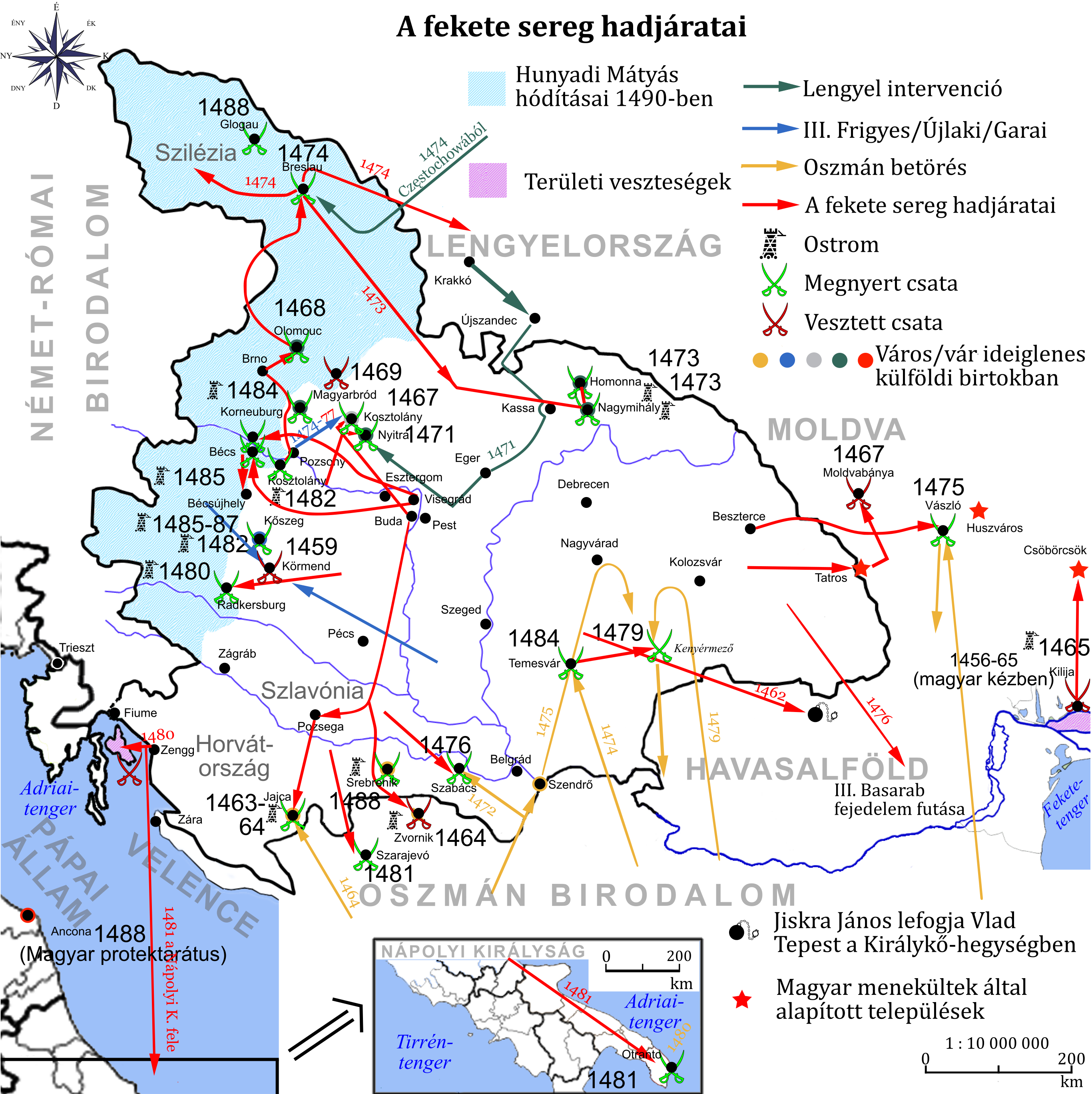
Mátyás király hódításai

A magyar király, akihez csatlakozott II. János herceg, Boroszlóra [Breslau] ment, és a város ostroma alatt bejelentette eljegyzését Beatricével. Mátyás Bakócz Tamás javaslatára a táborban is, a városban is elsáncolta magát, a portyázó magyarok betörtek Lengyelországba, a csehek és lengyelek utánpótlását megsemmisítették. A cseh-lengyel csapatokat a jóval kisebb, de professzionális Fekete Sereg és a magyar portyázók így szégyenletes békére kényszerítették.

## Fordítás
Ez a szócikk részben vagy egészben  a   Treaty of Ófalu című angol Wikipédia-szócikk ezen változatának fordításán alapul.  Az eredeti cikk szerkesztőit annak laptörténete sorolja fel. Ez a jelzés csupán a megfogalmazás eredetét és a szerzői jogokat jelzi, nem szolgál a cikkben szereplő információk forrásmegjelöléseként.